# Latvijas Olimpiskā Komiteja
Das Latvijas Olimpiskā Komiteja (LOK) ist das Nationale Olympische Komitee in Lettland mit Sitz in Riga.

## Geschichte
Am 23. April 1922 wurde das Komitee in Riga gegründet und nahm daraufhin 1924 anlässlich der Olympischen Winterspiele in Chamonix erstmals an Olympischen Spielen teil. Es folgten vier Teilnahmen bei Sommerspielen sowie zwei weitere bei Winterspielen, ehe Lettland im Rahmen des Hitler-Stalin-Paktes seine Unabhängigkeit an die Sowjetunion verlor. Lettische Sportler nahmen fortan unter sowjetischer Flagge an Olympischen Spielen teil. Am 19. November 1988 wurde das LOK von Vertretern aller lettischen Sportorganisationen reaktiviert, Vilnis Baltiņš wurde zum Präsidenten gewählt. Nachdem die Sowjetunion zerbrach und Lettland wieder unabhängig wurde, kam es am 18. September 1991 seitens des IOCs zur erneuten Anerkennung des LOKs.

## Präsidenten
- 1922–1933: Jānis Dikmanis
- 1933–1934: Roberts Plūme
- 1934–1938: Marģers Skujenieks
- 1938–1940: Alfreds Bērziņš

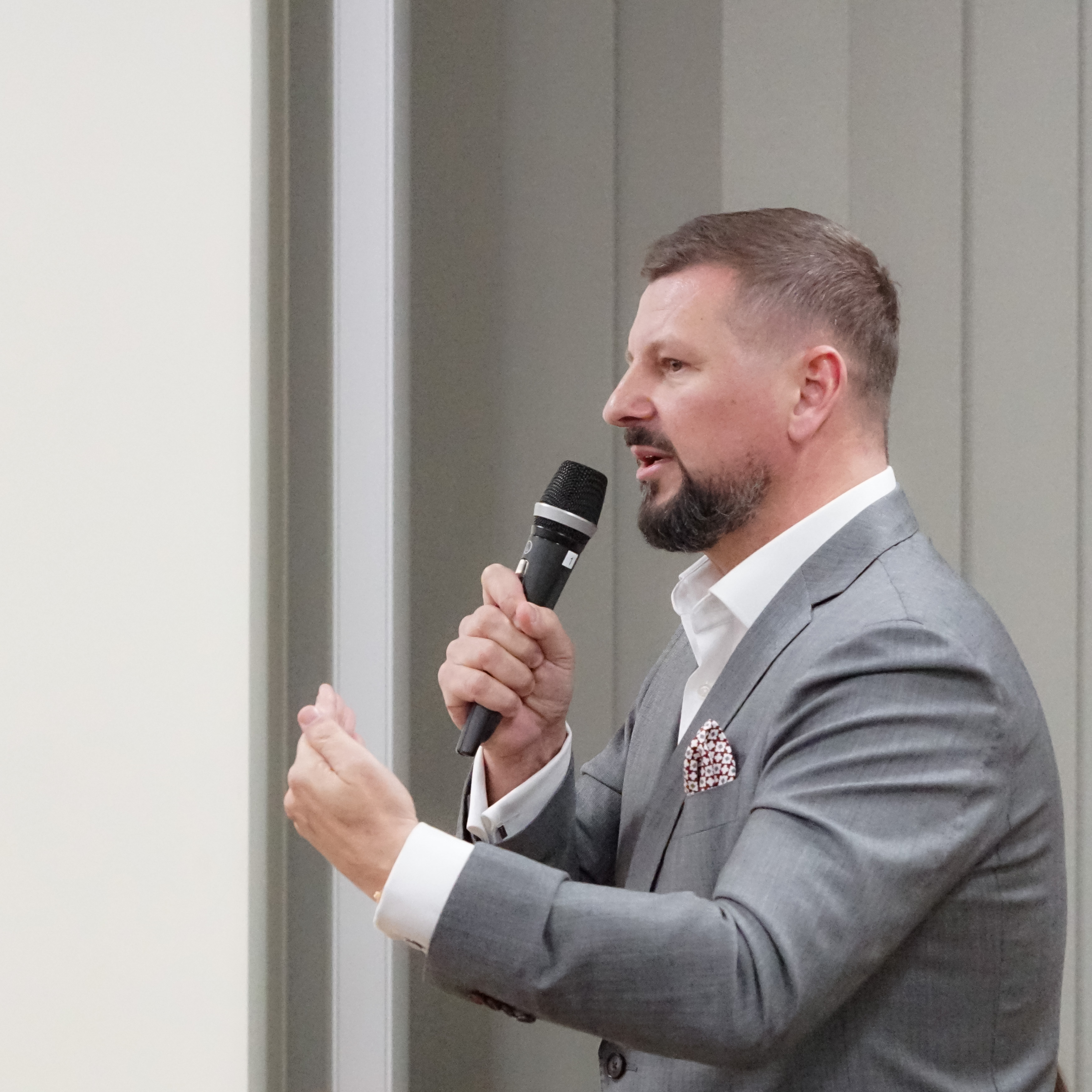
Der amtierende Präsident des LOK, Jānis Buks.

- 1940–1988: LOK nach der Besetzung durch die Sowjetunion aufgelöst
- 1988–2004: Vilnis Baltiņš
- 2004–2020: Aldons Vrubļevskis
- 2020–2023: Žoržs Tikmers
- seit 2023: Jānis Buks